# Мост Видин-Калафат
Мост Видин-Калафат или Мост преко Дунава 2 (буг. Мост Видин-Калафат или Дунав мост 2, рум. Podul Calafat-Vidin) је друмски и железнички мост преко Дунава, који повезује град Видин у Бугарској и Калафат у Румунији. Пројекат је део паневропског транспортног коридора 4 и од суштинског значаја за све грађане југоисточне Европе. Овај мост, који је отворен 14. јуна 2013, отворио је транспортну мрежу у Бугарској и њену интеграцију са европским транспортним мрежама. То је други мост на делу Дунава између Румуније и Бугарске.
Мост је дуг 1971 метар, широк 31,35 метара, а највећи распон између стубова је 180 метара. На њему постоје 4 коловозне траке, једна железничка пруга и комбинована стаза за бициклисте и пешаке.

## Изградња моста
Изградња је званично почела 13. маја 2007. у Видину у присуству бугарског премијера Сергеја Станишева и специјалног координатора Пакта стабилности за југоисточну Европу Ерхарда Бусека.
Мост је изградило шпанско предузеће Fomento de Construcciones y Contratas. Цена је пројектована да буде 160 милиона долара, али је прекорачена, и мост је коштао 226 милиона евра.